# Peña Telera
Peña Telera är en bergstopp i Spanien.   Den ligger i provinsen Provincia de Huesca och regionen Aragonien, i den nordöstra delen av landet, 400 km nordost om huvudstaden Madrid. Toppen på Peña Telera är 2 764 meter över havet, eller 617 meter över den omgivande terrängen. Bredden vid basen är 5,9 km.
Terrängen runt Peña Telera är bergig åt sydost, men åt nordväst är den kuperad.Runt Peña Telera är det mycket glesbefolkat, med 6 invånare per kvadratkilometer. Närmaste större samhälle är Sabiñánigo, 19,1 km söder om Peña Telera. Trakten runt Peña Telera består i huvudsak av gräsmarker.